# 普照寺 (兰州)
普照寺，甘肃省兰州市历史上的一座佛寺，1939年2月被侵华日军炸毁，2004年开始在皋兰山异地重建。

## 历史
普照寺故址在今甘肃省兰州市城关区张掖路街道武都路中段。据张维等编纂的《甘肃通志稿》卷十八，普照寺始建于唐朝贞观年间。历经宋、元、明、清数代重修、扩建后，曾是兰州规模最大的佛寺。清朝道光年间陕甘总督杨遇春对该寺的修缮，是该寺最后一次复修。根据晚清时期《金城揽胜图》，普照寺位于兰州内城东南部，寺西邻为甘肃提督学院。
1928年，甘肃省政府主席刘郁芬以破除迷信为名，将省政府辕门前的露天市场移入该寺内，将该寺改造为中山市场。经时任方丈蓝众诚据理力争，保全大雄宝殿、药王殿、观音堂、藏经楼等仍为普照寺，其他殿宇在将壁画布遮泥抹保护后被辟做市场。中山市场主要占用了大雄宝殿东西两侧的长廊，经营百货、古玩、瓷器、铁器、小吃、茶园等。
1939年2月23日，侵华日军飞机轰炸兰州，普照寺和中山市场被日军投下的3枚燃烧弹击中，大雄宝殿东北隅一角和藏经楼全部被炸毁，方丈蓝众诚罹难。甘肃省佛教会紧急召来工人，从废墟中挖出方丈遗体和约两千数百册经典残卷。甘肃省佛教会随后集资修复大佛殿，但日军飞机在1939年10月至12月连续对兰州进行多次轰炸，普照寺大雄宝殿、法轮殿、天主殿、哼哈二将殿、药师殿、星宿殿等被日军燃烧弹彻底炸毁，普照寺仅余东侧的观音堂和寺门。
1941年，兰州正式设市，首任市长蔡孟坚在普照寺废墟上兴建兰园，作为兰州文化体育娱乐场所。1954年，兰州市人民政府将该寺大钟楼遗存的铁钟迁至五泉山猛醒亭内保护，现仍被悬挂于五泉山公园内。到文化大革命时期，观音堂等幸存殿堂被毁后，该寺原址遗迹已不存。

## 布局
普照寺坐北朝南，山门在今武都路，北界今张掖路。该寺的主要建筑包括山门、金刚殿、天王殿、大雄殿、法轮殿、藏经楼、观音堂、灶君殿、钟鼓楼等。其中金刚殿、天王殿、大雄宝殿、法轮殿、藏经楼自南朝北按中轴线排列，配殿、钟鼓楼位于东西两侧。观音堂亦称槐柏禅院，位于寺院东北部。
山门上悬挂有元朝人书写的“敕赐大普照寺”匾额。金刚殿内有哼哈二将塑像，天王殿内则有四大天王塑像。大雄殿门口悬有清朝陕甘总督杨遇春撰书的楹联：“苦海难航，有几人渡筏而登，只要六根早净；化城谁主，谓那个转轮不舍，且看三世如来。”殿内有佛像三尊，殿内明间的后壁彩绘有千眼千手大悲观音佛像，佛赤臂袒胸，衣裙可体，衣褶流畅，飘带回环，佛像有十一个头、四十二只手臂，每只手各持法器一件。1937年庄泽宣到甘肃考察西北文教事业，在其《西北视察记》中评价千手观音像为寺内诸多精美壁画中“最工致”的，并推断其为唐人手笔。
法轮殿位于大雄殿后，一座建于元代的具藏传佛教特征的佛殿。殿内绘有千佛、八大菩萨壁画，内有一座木制嘛呢法轮，高三丈许，八面六层，每面每层各塑一尊佛像，共计四十八尊法像，巨大法轮固定于大梁与地面间，即推即转。轮底有“明成化四年重造”题记。轮前有明肃宪王朱绅尧题写的“法轮恒转”、“雨花金界”八字轮额。轮旁有柱，柱上攀龙四条。
藏经阁七楹，位于法轮殿后，阁内正中供奉文殊、观音、普贤三菩萨塑像，两侧分立药师、释迦、弥陀、韦驮等木雕佛像及铜接引佛，后壁绘千佛。阁内东、西壁各镶木橱4个，橱内存经书6358卷，其中有唐藏5048卷；明万历年间大藏经638函1612种，6344册。邓明《兰州史话》中则称藏经阁二层五楹，上层供奉彩绘三佛像，立于莲座上，各做手印，丰颐慈目，各有背光……下层悬“大义参天，金炉不彻扶炎气；精忠贯日，宝炬长明达旦光”楹联，供关圣帝君。
鼓楼位于寺西，钟楼位于寺东。钟楼建于砖砌高台上，四角攒尖顶，上悬乾隆七年（1741年）兰州道郭朝祚撰书的“慈海鲸音”匾额。楼内悬挂一口金章宗泰和二年（1202年）铸造的大铁钟，俗称“泰和铁钟”。

## 异地重建
在兰州皋兰山顶三台阁东异地重建的普照寺，又称兰州兰山佛教文化院，最早于2002年8月21日经兰州市城关区经济计划委员会正式立项。2004年7月18日，以兰州市佛教协会会长、甘肃兰州市五泉山浚源寺方丈担任主任委员的兰山佛教文化院筹建委员会入住兰山，并正式破土动工。2004年11月14日，举行兰州兰山佛教文化院奠基暨“兰州兰山佛教文化院”揭牌仪式。2005年7月，大雄宝殿开工。2005年8月8日，兰山公园管理处正式公布兰山三台阁景区设计方案，其中包括投资约1亿元新建占地约145亩的兰州佛教文化院。曾计划在异地重建普照寺内竖起60米站佛。2006年7月14日，兰州浚源寺常住僧众及兰州佛教信众到兰州兰山佛教文化院（普照寺）大雄宝殿施工现场举行封顶仪式。2006年11月6日，举办迎请十六尊者铜像法会。2007年5月6日，迎请西方三圣铜像到兰山塔院供奉和迎请迦叶、阿难尊者到大雄宝殿供奉。
2007年8月，大雄宝殿竣工。2007年11月，过去迦叶佛、现在释迦佛、未来弥勒佛竖三世佛像由福建莆田运抵兰山大雄宝殿殿内安装。2010年7月17日，兰山佛教文化院举行迎请白度母和尊胜佛母佛像活动。
2014年8月18日，兰州兰山普照寺举行佛像开光庆典法会。

## 备注
1. ↑  约10米
2. ↑  公元1468年